# Pala (Mortágua)
Pala é uma povoação portuguesa sede da Freguesia de Pala do Município de Mortágua, freguesia com 49,10 km² de área e 859 habitantes (censo de 2021), tendo, por isso, uma densidade populacional de 17,5 hab./km².

## Demografia
A população registada nos censos foi:
| Distribuição da População por Grupos Etários | Distribuição da População por Grupos Etários | Distribuição da População por Grupos Etários | Distribuição da População por Grupos Etários | Distribuição da População por Grupos Etários |
| -------------------------------------------- | -------------------------------------------- | -------------------------------------------- | -------------------------------------------- | -------------------------------------------- |
| Ano                                          | 0-14 Anos                                    | 15-24 Anos                                   | 25-64 Anos                                   | > 65 Anos                                    |
| 2001                                         | 134                                          | 175                                          | 537                                          | 196                                          |
| 2011                                         | 116                                          | 85                                           | 553                                          | 262                                          |
| 2021                                         | 54                                           | 88                                           | 426                                          | 291                                          |

## Património
Algum do património em Pala:
- Igreja de São Gens (matriz)
- Santuário de Nossa Senhora do Chão dos Calvos
- Serra de Linhar de Pala
- Capelas da Senhora do Desterro, da Senhora da Agonia, de Santa Luzia e da Senhora dos Aflitos
- Quedas de Água das Paredes - Percurso Pedestre das Quedas de Água das Paredes.

## Lugares
- Esta freguesia é constituída pelas seguintes localidades ou aldeias [5]:

- Pala
- Carvalhal
- Eirigo
- Laceiras
- Linhar de Pala
- Macieira
- Monte de Lobos
- Moitinhal
- Ortigosa
- Palinha
- Paredes
- Palheiros de Cima
- Palheiros de Baixo
- Sardoal
- Sernadas
- Tarrastal
- Vila Pouca.